# Андраш Бозокі
Андраш Бозокі (угор. Bozóki András; нар. 23 січня 1959, Будапешт) — угорський державний і політичний діяч, політолог, соціолог, журналіст, професор політології, доктор соціологічних наук і юридичних наук, президент Угорської асоціації політичних наук. Член виконавчої ради Європейської політології Network (EPSNET), в даний час — член виконавчої ради Європейської конфедерації асоціацій політології. (ECPSA).

## Біографія
У 1978 році вступив на юридичний факультет Будапештського університету. З 1980 одночасно навчався на факультеті соціології того ж вузу. У 1983 році отримав науковий ступінь доктора наук в галузі права, а в 1985 році — доктора соціологічних наук. З 1988 по 1992 рік працював доцентом в університеті.
Брав участь у створенні департаменту політичних наук Центрально-Європейського університету, де викладає з 1993 року по сьогоднішній день.
У 1991—1993 — науковий співробітник Інституту політичних досліджень. Крім Угорщини (1990 і 2001), проводив дослідницьку роботу і брав участь в післядипломній підготовці фахівців в Віденському Інституті соціальних наук (1990—1991), Берлінському Wisschenschaftskolleg (1993—1994), Європейському інституті в Брайтоні (Сассекс) (1999) і Флоренції (2000—2001).
У 1993 році читав лекції, в якості запрошеного професора в Ноттінгемському університеті, в 1999—2000 — коледжі Сміта (Smith College, Массачусетс), Hampshire College, Університеті Болоньї в 2004, 2008 і 2009 роках, викладав у Колумбійському і Тюбінгенському університетах і ін.
Був науковим співробітником в Університеті Каліфорнії в Лос-Анджелесі (UCLA), в нідерландському Інституті перспективних досліджень (NiAs) і в Інституті гуманітарних наук (IWM) в Австрії.
Член Комітету політології Угорської академії наук, в 2011 році став його головою. У 1991 і 1998, і з 2006 по 2012 рр. — член правління угорської асоціації політичних наук (голова в 2003—2005). З 2002 по 2008 працював в якості члена Бюро Європейської мережі політичних досліджень.
У 2008 році обраний членом виконкому Конфедерації європейської асоціації політичних наук. У 1991—1994 р — член редколегії журналу «Соціологічний огляд» (Szociológiai Szemle), один із засновників і головний редактор (до 2000 року) журналу «Політологічний огляд» (Politikatudományi Szemle).

## Політична діяльність
Брав участь в опозиційному русі кінця 1980-х років, що привів до зміни режиму. У 1989 році брав участь в переговорах за круглим столом як один з представників антикомуністичного, але ще ліберального Альянсу молодих демократів (Фідес — Угорський громадянський союз), в 1990 році був його прес-секретарем. У 1993 році покинув партію.
У 2003—2004 роках був радником прем'єр-міністра Угорщини Петера Медьєші (Угорська соціалістична партія). У 2005—2006 роках — Міністр культури (культурної спадщини) Угорщини в кабінеті Ференца Дьюрчаня, потім був радником міністра охорони навколишнього середовища. Брав участь у створенні зеленої партії «Політика може бути іншою», але не вступив в неї.

## Наукова діяльність
Основні напрямки наукових досліджень — демократизація, політичні ідеології (особливо анархізм, лібералізм і популізм), центральноєвропейська політика, суспільний дискурс і роль інтелігенції.

## Вибрані публікації
- Анархізм (у співавтор. 1991)
- Посткомуністичний перехід: Новий плюралізм в Угорщині (у співавтор. 1992).
- З чистого аркуша. Фідес — угорські політики (1992)
- Теорія та історія анархізму в Угорщині (у співавтор, 1994)
- Демократична легітимність в посткомуністичних суспільствах (у співавтор, 1994)
- Протистояння і консенсус: стратегії демократизації (1995)
- Закони революції в Угорщині (у співавтор, 1995)
- Угорський музей воскових фігур (1996)
- Угорські політики: портретна галерея (у співавтор, 1998)
- Інтелектуали і політика в Центральній Європі (1999)
- Сценарії переходу: круглі столи в 1989 році, I—IV. (Головний редактор, 1999).
- Сценарії переходу: переговори за круглим столом в 1989 році, V—VIII. (У співавтор, 2000).
- Переговори 1989: Генезис угорської демократії (2002)
- Комуністичні партії-спадкоємиці Центральної та Східної Європи (у співавтор, 2002)
- Політичний плюралізм в Угорщині, 1987—2002 (2003)
- Анархізм в Угорщині: теорія, історія, аналіз (у співавтор, 2006)
- Ars Politica (2007)
- Так тримати, Угорщина? (У співавтор, 2008)
- Різноманітність і Європейська публічна сфера: Справа про Угорщину (у співавтор, 2010)
- Віртуальна Республіка (2012)